# Shooting Star (bài hát của Owl City)
"Shooting Star" là một ca khúc của nam ca sĩ nhạc synthpop người Mỹ Owl City trích từ đĩa mở rộng thứ hai, Shooting Star và album phòng thu thứ tư của anh, The Midsummer Station. Ca khúc được phát hành dưới dạng đĩa đơn đầu tiên của EP vào 15 tháng 5 năm 2012. Ca khúc lọt vào bảng xếp hạng UK Singles Chart tại vị trí thứ 176.

## Danh sách ca khúc
| Tải kĩ thuật số | Tải kĩ thuật số | Tải kĩ thuật số |
| STT             | Nhan đề         | Thời lượng      |
| --------------- | --------------- | --------------- |
| 1.              | "Shooting Star" | 4:07            |

## Xếp hạng
| Bảng xếp hạng (2012)                 | Vị trí cao nhất |
| ------------------------------------ | --------------- |
| UK Singles (Official Charts Company) | 176             |
| Mỹ Christian Songs (Billboard)       | 36              |

## Lịch sử phát hành
| Quốc gia | Ngày                | Định dạng       | Hãng đĩa           |
| -------- | ------------------- | --------------- | ------------------ |
| Canada   | 15 tháng 5 năm 2012 | Tải kĩ thuật số | Universal Republic |